# Dällikon
Dällikon (toponimo tedesco) è un comune svizzero di 4 080 abitanti del Canton Zurigo, nel distretto di Dielsdorf.

## Storia
Dal suo territorio nel 1843 fu scorporata la località di Dänikon, divenuta comune autonomo.

## Monumenti e luoghi d'interesse

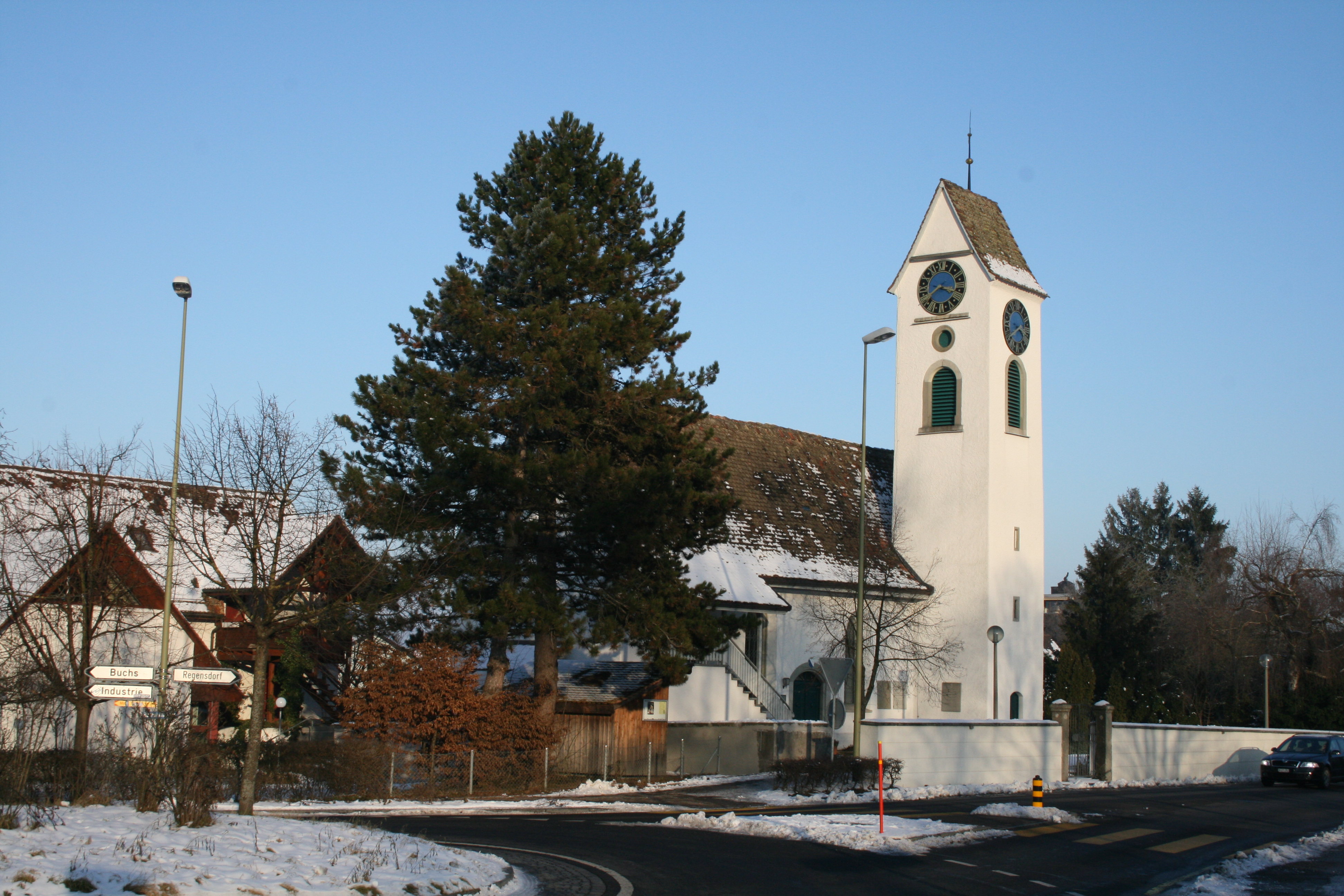
La chiesa riformata

- Chiesa riformata, attestata dal 1228[1].

## Società

### Evoluzione demografica
L'evoluzione demografica è riportata nella seguente tabella:
Abitanti censiti

## Infrastrutture e trasporti

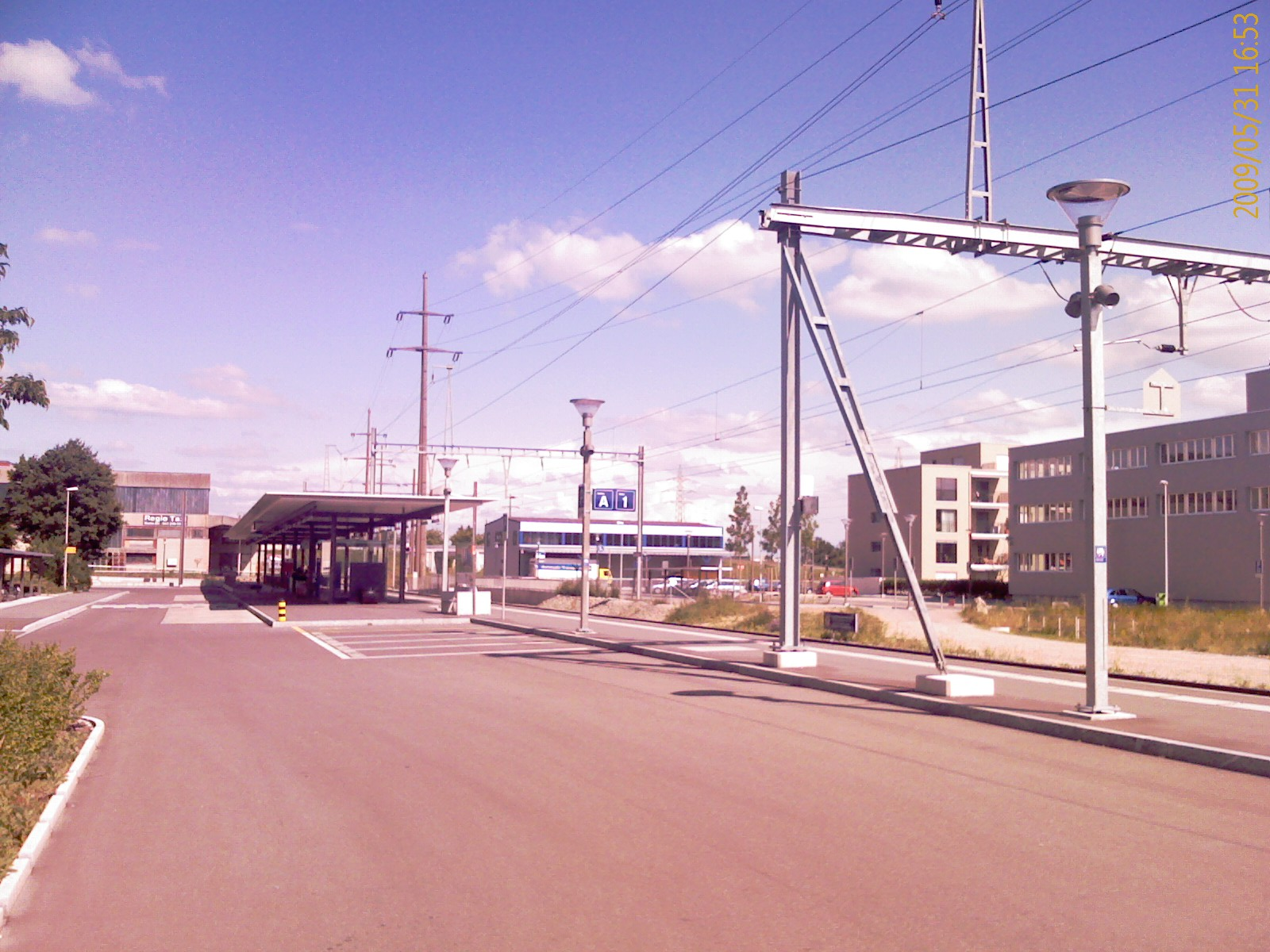
La stazione di Buchs-Dällikon

Dällikon è servito dalla stazione di Buchs-Dällikon sulla ferrovia Wettingen-Effretikon.

## Amministrazione
Ogni famiglia originaria del luogo fa parte del cosiddetto comune patriziale e ha la responsabilità della manutenzione di ogni bene ricadente all'interno dei confini del comune.